# 万田邦敏
万田 邦敏（まんだ くにとし、1956年5月1日 - ）は日本の映画監督、脚本家、映画批評家。東京都出身。
元・立教大学現代心理学部映像身体学科教授。妻の万田珠実とは『Unloved』『接吻』で共同脚本を執筆している。

## 経歴
1975年、東京都立日比谷高等学校を卒業して立教大学法学部に入学し、一般教育部にて蓮實重彦非常勤講師の教えを受ける。大学在学中に黒沢清らとパロディアス・ユニティーで8mm映画を製作する。その後、黒沢の『神田川淫乱戦争』に美術、『ドレミファ娘の血は騒ぐ』に共同脚本および助監督として参加した。
雑誌での映画批評の執筆、PRビデオやテレビドラマの演出を経て、1996年、押井守総合監修による『宇宙貨物船レムナント6』で劇場映画監督デビューを果たす。
2001年、『Unloved』が第54回カンヌ国際映画祭「批評家週間」部門に出品され、エキュメニック新人賞とレイル・ドール賞を受賞し、2004年にはテレビドラマ『ダムド・ファイル』のスペシャル版エピソードである『あのトンネル』が第57回カンヌ国際映画祭の「監督週間」部門に出品された。2006年、赤井英和を主演に迎えて阪神・淡路大震災を描いた『ありがとう』が公開される。2009年、『接吻』が第23回高崎映画祭最優秀作品賞を受賞する。同年、批評集『再履修 とっても恥ずかしゼミナール』を出版する。2014年、『イヌミチ』を監督する。

## フィルモグラフィー

### 長編映画
- ドレミファ娘の血は騒ぐ（1985年） - 脚本
- 冷たい血（1997年） - 出演
- Unloved（2001年） - 監督・脚本
- ENCLOSURE（2003年） - 出演
- ありがとう（2006年） - 監督・脚本
- 接吻（2008年） - 監督・脚本
- イヌミチ（2014年） - 監督・編集
- SYNCHRONIZER（2017年） - 監督・共同脚本
- 愛のまなざしを（2021年） - 監督・共同脚本

### 短編映画
- 宇宙貨物船レムナント6（1996年） - 監督・共同脚本
- ヤマトナデシコ（1998年） - 出演
- よろこび（1999年） - 出演
- 夜の足跡（2001年） - 監督・脚本
- 刑事まつり「モーヲタ刑事」（2003年） - 出演
- 刑事まつり「夫婦刑事」（2003年） - 監督
- 電脳刑事まつり「続・夫婦刑事2」（2004年） - 監督
- う・み・め（2004年） - 監督・脚本
- 新人刑事まつり「伊達ハリー」（2005年） - 出演
- ROUND2「新・新夫婦刑事 プロゴルファーナースの巻 その2 Part III」（2006年） - 監督・脚本・撮影
- 殺しのはらわた（2006年） - 出演
- 十善戒「真夫婦刑事外伝 逃げ去る不邪見」（2007年） - 監督・脚本・撮影
- ×4（2008年） - 監督
- 葉子の結婚「土曜日」（2009年） - 監督・脚本
- 面影（2010年） - 監督・脚本
- ミニチカ 完全版（2011年） - 出演
- 乱心（2012年） - 出演
- 絶体絶命5 いずれ長編映画となるばすの『植物人間リゾーム』のパイロット版（2017年） - 監督
- 波濤（2018） - 監督
- 逃げ去る愛（2018年） - 監督・脚本
- 絶体絶命8（2019年） - 監督

### テレビ
- 極楽ゾンビ（1990年） - 監督
- 胎児教育（1991年） - 監督・脚本
- ダムド・ファイル「あのトンネル」（2003年） - 監督・脚本
- スパイ道「史上2番目の作戦」（2007年） - 監督・脚本
- 東京少女「一日限りのデート」（2007年） - 監督
- 恋する日曜日「県境」（2007年） - 監督
- 天国のスープ（2008年） - 出演

## ビブリオグラフィー

### 単著
- 再履修 とっても恥ずかしゼミナール（2009年、港の人）

### 共著
- ヴィム・ヴェンダース（2000年、キネマ旬報社）
- 映画の授業 映画美学校の教室から（2004年、青土社）
- フランシス・F・コッポラ（2008年、エスクァイア マガジン ジャパン）
- 映像と身体 新しいアレンジメントに向けて（2008年、せりか書房）